# Projeção GSO
A projeção GSO (PGSO) em homenagem a Ferdinando Gliozzi, Joël Scherk e David I. Olive) é um ingrediente utilizado na construção de um modelo consistente na teoria das supercordas. A PGSO é um truncamento consistente admitido pelo espectro das supercordas, que é necessário para a boa definitivização da interação da teoria. A projeção é uma seleção de um subconjunto de possíveis operadores de vértice na teoria conforme para campos  da folha de universo   - geralmente aqueles com número de férmions de folha de universo específicos e as condições de periodicidade. Tal projeção é necessária obter uma teoria conforme de campos da folha de universo consistente.